# Terremotos de Oriente Próximo de 1759
Los terremotos de Oriente Próximo de 1759 fueron una serie de terremotos devastadores que sacudieron gran parte del Levante en octubre y noviembre de ese año. Esta encrucijada geográfica en el Mediterráneo oriental estaba en ese momento bajo el dominio del Imperio Otomano. Las ruinas de Baalbek, un asentamiento en el valle de Beqaa en el Líbano al este del río Litani, sufrieron graves daños. Estos eventos de 1759, junto con el anterior terremoto de Siria de 1202, son probablemente los terremotos históricos más fuertes en la región.

## Entorno tectónico
La Transformada del Mar Muerto es una falla transformante de 1.000 kilómetros de largo que se extiende desde el extremo norte del Mar Rojo a lo largo del Valle del Rift del Jordán hasta el complejo de las Montañas Tauro en el sur de Turquía. La zona de falla lateral izquierda marca el límite de la placa arábiga y el bloque Sinaí-Levantino y ha producido cuencas de separación que forman el Mar Muerto y el Mar de Galilea. El sistema de fallas de Levante consta de múltiples fallas paralelas, siendo las características dominantes las fallas de Yammouneh y Rachaiya. El hilo de falla que produjo estos terremotos no se conoce con precisión y ha sido fuente de mucho debate, pero la falla de Yammouneh generalmente se ha citado como la fuente de los eventos de 1202 y 1759.

## Terremoto
La secuencia de eventos en 1759 comenzó el 30 de octubre, con el más pequeño de los dos choques principales severos ese año, causando la muerte de 2.000 personas en Safed y otros asentamientos. Este evento inicial se estimó en 6,6 en la escala de magnitud de onda superficial y se le otorgó una calificación de VIII a IX en la escala de intensidad de Mercalli. A esto le siguió un terremoto más significativo el 25 de noviembre que destruyó todas las aldeas del valle de Beqaa. Las áreas que sufrieron daños fueron aproximadamente las mismas en los terremotos de los siglos XIII y XVIII, y las ciudades de Naplusa, Acre, Tiro, Trípoli y Hama se vieron afectadas. El pueblo de Ras Baalbek y la ciudad de Damasco resultaron dañados y el impacto se sintió hasta en Egipto.

## Daños
John Kitto, un escritor y erudito bíblico, documentó los detalles de los terremotos en su libro de 1841 Palestina: la geografía física y la historia natural de Tierra Santa y enumeró detalles de primera mano de los eventos que le proporcionó el cirujano y naturalista escocés Patrick Russell a través de su hermano y la Royal Society. Russell había trabajado como médico en la fábrica británica de Alepo durante muchos años y siguió a su hermano, el Dr. Alexander Russel, en ese puesto.
El primer terremoto ocurrió a las 04:00 hora local del 30 de octubre, y Russell lo describió como severo y con una duración de más de un minuto, y fue seguido diez minutos después por un choque menos violento con una duración de no más de quince segundos. Ninguno de estos dos eventos causó daños en Alepo, que se encuentra en la región norte de Siria. Más tarde llegó la noticia de que Damasco, en el sur, experimentó los mismos terremotos, junto con varios otros, y reportaba daños considerables, al igual que Trípoli, Sidón y Acre, todas ciudades a lo largo de la costa. El evento del 25 de noviembre tuvo lugar a las 19:30. El movimiento del suelo se describió como:
... al principio suavemente trémulo, aumentando gradualmente hasta que las vibraciones se hicieron más claras y, al mismo tiempo, tan fuertes como para sacudir las paredes de las casas con considerable violencia; luego se volvieron más suaves, y luego de nuevo más violentos, y así cambiaron alternativamente varias veces durante el impacto, que duró en total unos dos minutos.
— Patrick Russell, contado por John Kitto.
Una segunda sacudida leve se sintió ocho minutos después y la noche siguiente, el 26 de noviembre a las 21:00 horas, se produjo una réplica ondulante que duró unos segundos. Se registraron muchas más sacudidas durante los días siguientes con un evento de 40 segundos a las 14:00 del 28 de noviembre. En Alepo, la gente estaba asustada, pero nadie murió y los daños fueron leves, y en Antioquía algunos edificios se derrumbaron y se produjeron algunas muertes. allá. En Damasco, sin embargo, un tercio de la ciudad estaba en ruinas, con muchos miles de muertos. Muchos de los que sobrevivieron allí escaparon a los campos para mantenerse a salvo y no regresaron por miedo a ayudar a los necesitados. Trípoli sufrió más daños que Alepo; muchas casas se derrumbaron y los residentes se refugiaron en los campos abiertos. Acre y Latakia sufrieron daños menores en algunas de sus murallas, pero la ciudad de Safed, ubicada en una colina, fue totalmente destruida y muchos de sus habitantes murieron. Varias réplicas leves también ocurrieron en diciembre y enero.
Los templos y patios a gran escala construidos en Baalbek durante el Imperio Romano se habían deteriorado desde su construcción casi dos mil años antes. Durante este período de tiempo, los terremotos ocurrieron con frecuencia en esa área, y estos sin duda contribuyeron a su estado ruinoso. Los períodos de sismicidad activa iban y venían, con eventos significativos como el terremoto de Beirut de 551 que dañó gran parte del Levante e incluso Baalbek, pero otros períodos más activos como 1156-1157 y 1159-1170 fueron especialmente destructivos y las reparaciones de los muros allí fueron hecho después del terremoto de 1170.
La región se volvió menos activa sísmicamente entre los siglos XIV y XVII, aparte de un gran evento que dañó a Jerusalén en 1546; los acontecimientos de 1759 interrumpieron ese período relativamente silencioso. Como resultado de los múltiples terremotos de 1759, la mayoría de las casas y murallas dentro de Baalbek fueron completamente destruidas, y muchas de las columnas de los templos también se derrumbaron.

## Secuelas
La investigación paleosísmica del área ha demostrado que es posible que se hayan producido fallas en la superficie durante estos eventos. El anterior y mucho más fuerte terremoto de 1202 dejó evidencia de un desplazamiento de fallas de 1,6 metros. También se encontró un deslizamiento de medio metro fechado más recientemente, pero se desconoce si ese movimiento se puede atribuir a cualquiera de los eventos de 1759 o al terremoto de Galilea de 1837. Se realizaron más investigaciones en el valle de Zebadani en Siria a lo largo de la falla de Serghaya. Se encontró un desnivel de medio metro de alto y, después de la excavación de zanjas de investigación, se determinó que el evento sísmico anterior más reciente databa de 1650, y se interpretó que el desnivel era el resultado de uno de los eventos de 1759, pero no se pudo resolver en ninguno de los dos terremotos específicos.